# Стремільче
Стремі́льче — село в Україні, в Шептицькому районі Львівської області. Населення становить 454 особи. Підпорядковане Лопатинській селищній громаді.

## Історія
Стремільче розташоване над р. Стир на межі Галичини й Волині. Раніше Стремільче було прикордонним пунктом між Австро-Угорщиною та Росією. Упродовж двох тижнів липня 1651 року в десяти кілометрах на схід від Стремільча відбулася Берестецька битва.
Власники села — магнати Лащі — сприяли будівництву тут оборонного замку.
У 2000 р. село відзначало 600-річчя від першої письмової згадки. До 2020 року Стремільче входило до Радехівського району.

## Населення

### Мова
Розподіл населення за рідною мовою за даними перепису 2001 року:
| Мова            | Кількість | Відсоток |
| --------------- | --------- | -------- |
| українська      | 453       | 99.78%   |
| інші/не вказали | 1         | 0.22%    |
| Усього          | 454       | 100%     |

## Інфраструктура
У центрі села розташована Церква Перенесення Мощів Святого Миколая.
Стремільче має початкову школу (1-4 клас) і дошкільний навчальний заклад.
Старості села підпорядковані населені пункти:
- с. Стремільче
- хутір Загатка